# Венесуэльско-гайанские отношения
Венесуэльско-гайанские отношения — двусторонние дипломатические отношения между Гайаной и Венесуэлой. Протяжённость государственной границы между странами составляет 789 км.

## История

Карта Венесуэлы вместе со спорным участком территории Гайаны (на востоке)

Отношения между Гайаной и Венесуэлой омрачены длительным территориальным спором.
Требование Венесуэлы включить в свой состав богатую природными ископаемыми (после того, как там были обнаружены залежи золота и алмазов) большую часть территории Гайаны (Гайана-Эссекибо, площадь около 160 тыс. км², 5/8 территории Гайаны) восходит к началу XIX века. Спор рассматривался международным арбитражным судом в 1899 году, по итогу рассмотрения дела было вынесено решение оставить эту часть территории Британской Гвиане.
В 1962 году, за 4 года до получения Гайаной независимости от Великобритании, правительство Венесуэлы сделало заявление, что оно больше не будет придерживаться исполнения решения арбитражного суда 1899 года.
17 февраля 1966 года представители Великобритании, Гайаны и Венесуэлы подписали соглашение в Женеве, согласно которому комиссия, состоявшая из двух гайанцев и двух венесуэльцев, должна была провести границу между странами. Комиссия не смогла достичь соглашения, но обе страны договорились решить свой спор мирным путём. Однако отношения оставались напряжёнными.
В феврале 1967 года Венесуэла наложила вето на просьбу Гайаны войти в состав Организации американских государств (ОАГ). Правительство Венесуэлы также попыталось саботировать планы гайанцев по развитию спорного региона: с венесуэльской поддержкой часть индейского населения подняла восстание в южной части Гайана-Эссекибо.
2 января 1969 года повстанцы предприняли неожиданную атаку на гайанский полицейский форпост и несколько сотрудников были убиты. Правительство Гайаны нанесло ответный удар по повстанцам с использованием полицейских и военных сил. Правительство Венесуэлы признало, что некоторые из боевиков прошли подготовку в их стране и что оно и дальше будет предоставлять убежище для повстанцев. Гайана подала протест на действия Венесуэлы в ООН. После этих событий Венесуэла оказалась в дипломатической изоляции, не в силах даже заручиться поддержкой своих соседей в Латинской Америке.
В 1970 году международное давление на Венесуэлу привело к подписанию мирного соглашения, Гайана и Венесуэла договорились наложить двенадцатилетний мораторий на этот спор. Договор мог автоматически продлеваться, если ни одна из стран не заявила о своих намерениях пересмотреть его положения.
В 1981 году президент Венесуэлы Луис Эррера Кампинс объявил, что Венесуэла не будет продлевать действие договора, после чего отношения вновь обострились. Правительство Гайаны обвиняло Венесуэлу в сосредоточении войск в районе общей границы с целью вторгнуться в их страну. Правительство Венесуэлы опровергло это обвинение, заявив, что её войска просто принимали участие в регулярных учениях.
Последующие события, в виде аргентинского вторжения на Фолклендские острова в 1982 году и вторжения Соединённых Штатов в Гренаду в 1983, были подвергнуты резкой критике со стороны Гайаны, которая опасалась, что этим примерам последует Венесуэла, чтобы решить свои территориальные вопросы силой.
В конце 1980-х годов отношения между странами улучшились, а в 1990 году Венесуэла поддержала вступление Гайаны в ОАГ. Хотя территориальный вопрос оставался нерешённым, для Гайаны миновала непосредственная угроза венесуэльского вторжения.
В 2013 году военно-морские силы Венесуэлы захватили геологоразведочное судно, проводившее работы в спорной исключительной экономической зоне, на которую заявили права как Венесуэла, так и Гайана.
В ноябре 2023 года пограничный конфликт между Венесуэлой и Гайаной из-за спорной территории обострился: власти Венесуэлы инициировали на 3 декабря референдум, где венесуэльцы должны высказаться по вопросу о том, признают ли они незыблемость границ соседнего государства Гайана или считают, что значительная доля его территории должна принадлежать Венесуэле. 95 % участников плебисцита высказались за присоединение спорной территории к Венесуэле. Есть опасения, что после референдума президент Венесуэлы Николас Мадуро попытается присоединить спорный регион силой.